# Наяханская губа
Наяханская губа — губа на севере Охотского моря в Гижигинской губе.

## Топоним
Название губы происходит от реки Наяхан. Степан Крашенинников упоминает эту реку в середине XVIII века в написании Наеху. Эвенское название — Найакан — «маленький шест» от най — «шест» + уменьшительный суффикс -кан.

## География
Находится на севере Гижигинской губы. Входными мысами являются Сторожевой на западе и Тайночин на востоке, рядом с которым расположен одноимённый остров. Также в губе расположены мысы Увечья, Ромашка, Сульфидный, Наяханский, Островной, Поворотный.
В губу впадают реки Наяхан, Большая и Малая Гарманда и другие более мелкие водотоки. В устье Большой Гарманды расположен посёлок городского типа Эвенск. На северо-западе губы находится бухта Крутая с устьем одноимённой реки. Примерно в 23 километрах северо-западнее заканчивается Наяханский хребет.
Средняя величина прилива — 5—6 метров, наибольшая глубина — 21 метр.

## История
На берегу губы на высокой террасе расположено древнекорякское поселение, обнаруженное Владимиром Иохельсоном в конце XIX века. Более детально поселение исследовано Максимом Левиным в 1931 году. Здесь собраны обломки глиняной посуды с оттисками ткани на поверхности, наконечники поворотных гарпунов из моржового клыка, каменные орудия.